# زينل خان (مقاطعة غيلانغرب)
زينل‌خان (بالفارسية: زینل‌خان) هي قرية تقع في كرمانشاه في إيران. يقدر عدد سكانها بـ 90 نسمة .